# Beryl Burton
Beryl Burton z d. Channock (ur. 12 maja 1937 w Leeds, zm. 8 maja 1996 w Harrogate) – brytyjska kolarka torowa i szosowa, jedenastokrotna medalistka torowych i trzykrotna szosowych mistrzostw świata.

## Kariera
Pierwszy sukces w karierze Beryl Burton osiągnęła w 1959 roku, kiedy na torowych mistrzostwach świata w Amsterdamie zdobyła złoty medal w indywidualnym wyścigu na dochodzenie. Wynik ten powtórzyła jeszcze czterokrotnie, na: MŚ w Lipsku (1960), MŚ w Mediolanie (1962), MŚ w Liège (1963) oraz MŚ we Frankfurcie (1966). Więcej tytułów w tej konkurencji mają na koncie tylko dwie zawodniczki: Tamara Garkuszyna z ZSRR oraz Amerykanka Rebecca Twigg (obie po sześć zwycięstw). Ponadto Beryl zdobyła w sprincie jeszcze trzy srebrne oraz trzy brązowe medale. Oprócz sukcesów na torowych mistrzostwach świata Brytyjka równolegle zdobywała medale na szosie. W 1960 roku wystąpiła na szosowych mistrzostwach świata w Karl-Marx-Stadt, gdzie zwyciężyła w wyścigu ze startu wspólnego. Rok później, podczas mistrzostw świata w Bernie zajęła drugie miejsce, ulegając jedynie Yvonne Reynders z Belgii. Ostatni medal na szosie zdobyła na rozgrywanych w 1967 roku mistrzostw świata w Heerlen, gdzie ponownie okazała się najlepsza w wyścigu ze startu wspólnego. Wielokrotnie zdobywała medale szosowych mistrzostw kraju, ale nigdy nie wystąpiła na igrzyskach olimpijskich (kobiety zaczęły rywalizację olimpijską w kolarstwie w 1984 roku).
Odznaczona Krzyżem Kawalerskim (1964) i Oficerskim (1968) Orderu Imperium Brytyjskiego.
Jej córka – Denise Burton również uprawiała kolarstwo. Zarówno córka, jak i matka startowały jednocześnie podczas torowych mistrzostw świata w Marsylii w 1972 roku.